# Nikolaj Kolesov
Nikolaj Borisovič Kolesov (in russo Николай Борисович Колесов?, angl. Nikolai Borisovich Kolesov; Mosca, 16 febbraio 1956 – Mosca, 23 agosto 1998) è stato un calciatore russo, fino al 1991 sovietico, di ruolo centrocampista.

## Carriera
Nel 1973 entra nella Dinamo Mosca ma comincia a giocare con frequenza solo dal 1977 non risultando tra i vincitori del campionato giocato nella primavera del 1976. Nel 1977 conquista una Coppa dell'URSS e una Supercoppa sovietica. Nel 1978 è sesto tra i marcatori del campionato sovietico con 9 gol. Nel 1981 si trasferisce al Kuban', dove vince un campionato della federazione russa nel 1987. In seguito veste le maglie di Arsenal Tula, Zarya Beltsy, Vorskla Poltava e KAMAZ, terminando la sua carriera professionistica nel 1994.
Vanta 131 presenze e 25 reti nella massima divisione sovietica, 54 incontri e 3 gol nella massima divisione russa, 1 presenze nella Coppa UEFA 1980-1981 e 7 partite con 4 reti nella Coppa delle Coppe UEFA.

## Palmarès

### Club

#### Competizioni nazionali
- Kubok SSSR: 1

Dinamo Mosca: 1977
- Superkubok SSSR: 1

Dinamo Mosca: 1977
- Campionato della RSSF Russa: 1

Kuban': 1987